# Olympische Sommerspiele 2012/Teilnehmer (Panama)
| Gelbes Symbol für Goldmedaillen mit stilisierten Olympischen Ringen | Graues Symbol für Silbermedaillen mit stilisierten Olympischen Ringen | Braundes Symbol für Bronzemedaillen mit stilisierten Olympischen Ringen |
| ------------------------------------------------------------------- | --------------------------------------------------------------------- | ----------------------------------------------------------------------- |
| —                                                                   | —                                                                     | —                                                                       |

Panama nahm in London an den Olympischen Spielen 2012 teil. Es war die insgesamt 16. Teilnahme an Olympischen Sommerspielen. Bislang konnten sich sechs Athleten in vier Sportarten qualifizieren.
Im Taekwondo profitierte Carolena Carstens von einer Wildcard der WTF.

## Teilnehmer nach Sportarten

### Judo
| Männer            |                  |                  |                      |    |
| Omar Simmonds Pea | Klasse bis 81 kg | Joachim Bottieau | 0001:110- Niederlage | 17 |

### Leichtathletik
| Athleten      | Wettbewerb | Vorlauf         | Vorlauf         | Halbfinale    | Halbfinale    | Finale        | Finale        | Rang |
| Athleten      | Wettbewerb | Zeit            | Rang            | Zeit          | Rang          | Zeit          | Rang          | Rang |
| ------------- | ---------- | --------------- | --------------- | ------------- | ------------- | ------------- | ------------- | ---- |
| Männer        |            |                 |                 |               |               |               |               |      |
| Alonso Edward | 200 m      | disqualifiziert | disqualifiziert | ausgeschieden | ausgeschieden | ausgeschieden | ausgeschieden | –    |

Springen und Werfen
| Athleten        | Wettbewerb | Qualifikation         | Qualifikation         | Finale        | Finale        | Rang |
| Athleten        | Wettbewerb | Weite/Höhe            | Rang                  | Weite/Höhe    | Rang          | Rang |
| --------------- | ---------- | --------------------- | --------------------- | ------------- | ------------- | ---- |
| Männer          |            |                       |                       |               |               |      |
| Irving Saladino | Weitsprung | kein gültiger Versuch | kein gültiger Versuch | ausgeschieden | ausgeschieden | –    |

### Schwimmen
| Athleten       | Wettbewerb          | Vorlauf     | Vorlauf | Halbfinale    | Halbfinale    | Finale        | Finale        | Rang |
| Athleten       | Wettbewerb          | Zeit        | Rang    | Zeit          | Rang          | Zeit          | Rang          | Rang |
| -------------- | ------------------- | ----------- | ------- | ------------- | ------------- | ------------- | ------------- | ---- |
| Männer         |                     |             |         |               |               |               |               |      |
| Diego Castillo | 200 m Schmetterling | 2:04,72 min | 3       | ausgeschieden | ausgeschieden | ausgeschieden | ausgeschieden | 35   |
| Édgar Crespo   | 100 m Brust         | 1:02,18 min | 4       | ausgeschieden | ausgeschieden | ausgeschieden | ausgeschieden | 35   |

### Taekwondo
| Athleten          | Wettbewerb       | Achtelfinale   | Achtelfinale | Viertelfinale | Viertelfinale | Halbfinale    | Halbfinale    | Hoffnungsrunde Halbfinale | Hoffnungsrunde Halbfinale | Hoffnungsrunde Finale | Hoffnungsrunde Finale | Finale        | Finale        | Rang |
| Athleten          | Wettbewerb       | Gegner         | Ergebnis     | Gegner        | Ergebnis      | Gegner        | Ergebnis      | Gegner                    | Ergebnis                  | Gegner                | Ergebnis              | Gegner        | Ergebnis      | Rang |
| ----------------- | ---------------- | -------------- | ------------ | ------------- | ------------- | ------------- | ------------- | ------------------------- | ------------------------- | --------------------- | --------------------- | ------------- | ------------- | ---- |
| Frauen            |                  |                |              |               |               |               |               |                           |                           |                       |                       |               |               |      |
| Carolena Carstens | Klasse bis 49 kg | Brigitte Yague | 2:7          | ausgeschieden | ausgeschieden | ausgeschieden | ausgeschieden | Janet Alegría             | 2:7                       | ausgeschieden         | ausgeschieden         | ausgeschieden | ausgeschieden | 7    |